# 안흥초등학교 (충남)
안흥초등학교는 대한민국 충청남도 태안군에 있는 공립 초등학교이다.

## 학교 연혁
- 1939년 8월 10일: 근흥국민학교 부설 안흥간이학교 개교
- 1967년 9월 1일: 신진도분교장 개교
- 1979년: 흑도분교장 통폐합
- 1986년: 궁시도분교장 통폐합
- 1999년 3월1일: 가의도분교장 통폐합

## 참고 자료
- 안흥초등학교 - 한국교육학술정보원 학교알리미